# 管棲擬杜父魚
管棲擬杜父魚，為輻鰭魚綱鮋形目杜父魚亞目隱棘杜父魚科的其中一種，為深海魚類，分布於東北大西洋中洋脊海域，棲息深度1872-1950公尺，體長可達4.7公分，棲息在底層水域，生活習性不明。
其种加词“tubulosus”意为“管状的”、“筒状的”。